# Sarenga
Sarenga is een census town in het district Haora van de Indiase staat West-Bengalen.

## Demografie
Volgens de Indiase volkstelling van 2001 wonen er 21.621 mensen in Sarenga, waarvan 51% mannelijk en 49% vrouwelijk is. De plaats heeft een alfabetiseringsgraad van 59%.